# Lei do Feminicídio
No Brasil, a Lei do Feminicídio (Lei 13.104/15) foi publicada em 9 de março de 2015. A Lei trouxe para o Código Penal uma nova modalidade de homicídio qualificado, o feminicídio. Também foi alterada a Lei dos Crimes Hediondos (1990), com a inclusão do feminicídio.
De acordo com o art. 121, inciso VI, do Código Penal, o feminicídio ocorre quando o homicídio é praticado "contra a mulher por razões da condição de sexo feminino". O parágrafo segundo do referido artigo do complementa o supracitado inciso ao preceituar que "há razões de condição de sexo feminino" quando o crime envolve:
I - violência doméstica e familiar (o art. 5º da Lei nº 11.340/06 enumera o que é considerado pela lei violência doméstica);
II - menosprezo ou discriminação à condição de mulher.

## Histórico
Com os compromissos firmados internacionalmente pelos países da américa latina, sobretudo a Convenção Interamericana para Prevenir, Punir e Erradicar a Violência contra a Mulher, foi criado um contínuo de legislações no ordenamento jurídico brasileiro que iniciou-se com a lei Maria da Penha, publicada em 2006, e que resultou na inclusão da qualificadora do crime de homicídio com a publicação da lei do feminicídio em 2015.
Inicialmente, seria apresentado como o homicídio por "razões de gênero", na qual foi substituída por "condição de sexo feminino" através de um substitutivo apresentado na Comissão de Constituição e Justiça, após pressões de grupos religiosos e conservadores. Dessa forma, há controvérsias sobre se a qualificadora do feminicídio se aplica a transexuais, sendo três critérios avaliativos:
- o psicológico, que argumenta que deve ser desconsiderado o critério biológico para definir alguém como mulher, sendo que a morte de uma pessoa que se identifica como mulher ou que fez cirurgia de redesignação de gênero pode ser considerado como feminicídio;
- o jurídico cível, no qual deve ser considerado o que consta no registro civil, ou seja, se houver decisão judicial para a alteração do registro de nascimento, alterando o sexo para feminino e esta for morta nas condições previstas pela lei, será considerado como feminicídio, sendo este um critério puramente jurídico;
- e o critério biológico, no qual identifica como mulher apenas em sua concepção genética ou cromossômica, ou seja, mesmo com cirurgia de redesignação de gênero, a morte nas condições previstas pela lei não se considera como feminicídio, sendo considerado apenas sua condição biológica.

## Texto da lei
O texto da lei é curto, possuindo apenas três artigos, reproduzidos integralmente abaixo. A seguir está o trecho que modifica o Código Penal:
Art. 1º O art. 121 do Decreto-Lei nº 2.848, de 7 de dezembro de 1940 - Código Penal , passa a vigorar com a seguinte redação:

“Homicídio simples

Art. 121. ........................................................................

.............................................................................................

Homicídio qualificado

§ 2º ................................................................................

.............................................................................................

Feminicídio

VI - contra a mulher por razões da condição de sexo feminino:

.............................................................................................

§ 2º -A Considera-se que há razões de condição de sexo feminino quando o crime envolve:

I - violência doméstica e familiar;

II - menosprezo ou discriminação à condição de mulher.

..............................................................................................

Aumento de pena

..............................................................................................

§ 7º A pena do feminicídio é aumentada de 1/3 (um terço) até a metade se o crime for praticado:

I - durante a gestação ou nos 3 (três) meses posteriores ao parto;

II - contra pessoa menor de 14 (catorze) anos, maior de 60 (sessenta) anos ou com deficiência;

III - na presença de descendente ou de ascendente da vítima.” (NR)
E, por fim, o trecho que modifica a Lei dos Crimes Hediondos:
Art. 2º O art. 1º da Lei nº 8.072, de 25 de julho de 1990 , passa a vigorar com a seguinte alteração:

“Art. 1º .........................................................................

I - homicídio (art. 121), quando praticado em atividade típica de grupo de extermínio, ainda que cometido por um só agente, e homicídio qualificado (art. 121, § 2º, I, II, III, IV, V e VI);

...................................................................................” (NR)
O terceiro e último artigo afirma que a lei entra em vigor na data da sua publicação.

## Elementos qualificadores
Tendo em vista que a qualificadora do feminicídio tem como objetivo coibir o resultado mais extremado de um contínuo de violência calcada no machismo e na discrepância entre as relações de poder entre os gêneros, se torna essencial diferenciar esse tipo de delito do homicídio contra mulheres cometidos por motivos diversos. 
Logo, não basta o sujeito passivo do crime (vítima) de feminicídio ser mulher para que se aplique a qualificadora. Para que isso ocorra, é necessário que estejam presentes na situação típica o menosprezo ou discriminação à condição de mulher e/ou violência doméstica, que são as exigibilidades colocadas pela letra da lei na expressão “razões de condição de sexo feminino”.
- Violência doméstica e familiar: ao recorrer-se ao ordenamento jurídico brasileiro, encontramos na Lei Maria da Penha a definição de violência doméstica e familiar em seu artigo 5º, qual seja, “qualquer ação ou omissão baseada no gênero que lhe cause morte, lesão, sofrimento físico, sexual ou psicológico e dano moral ou patrimonial”. Além disso, deve acontecer no âmbito da unidade doméstica, da família, ou em qualquer relação íntima de afeto, como é colocado nos incisos I a III do artigo anteriormente citado.

- Menosprezo ou discriminação da mulher: nesta segunda forma de feminicídio, encontra-se presente no crime o menosprezo pela condição de mulher, além de formas de discriminação que foram conceituadas na Convenção Interamericana para Prevenir, Punir e Erradicar a Violência contra a Mulher, da qual o Brasil é Estado signatário, da seguinte forma:

Art. 1º: Toda distinção, exclusão ou restrição baseada no sexo e que tenha por objeto ou resultado prejudicar ou anular o reconhecimento, gozo ou exercício pela mulher, independentemente de seu estado civil, com base na igualdade do homem e da mulher, dos direitos humanos e liberdades fundamentais nos campos político econômico, social, cultural e civil ou em qualquer outro campo.........................................................................
 (NR)

## Em outros países
Conforme relatório da ONU Mulheres, a América Latina é o lugar mais letal para as mulheres fora de um contexto de guerra, todavia, é também pioneira  na legislação que reconhece o feminicídio. 
No mesmo ano em que foi aprovada a lei brasileira, a Colômbia também aprovou sua lei do feminicídio. Essa lei foi inspirada pelo assassinato de Rosa Elvira Cely, em 2012, e leva seu nome. O país tem altos índices de feminicídio, e apesar da lei, nem sempre os crimes relacionados à violência de gênero são reconhecidos como tais.
Na Argentina, seu Código Penal prevê no artigo 80 a reclusão ou prisão perpétua a quem matar “4º Por prazer, ganância, ódio racial, religioso, de gênero ou orientação sexual, identidade de gênero ou sua expressão. (subseção substituída pelo artigo 1º da Lei nº 26.791 B.O. 14/12/2012)” e “A uma mulher quando o ato é perpetrado por um homem e mediado por violência de gênero (inciso incorporado pelo artigo 2º da Lei nº 26.791 B.O. 14/12/2012)” e “A uma mulher quando o ato é perpetrado por um homem e mediado por violência de gênero (inciso incorporado pelo artigo 2º da Lei nº 26.791 B.O. 14/12/2012)”.
No Chile, o feminicídio é introduzido no seu artigo 390 do Código Penal pela Lei n. 20.480, de 14 de dezembro de 2010, estabelecendo agravante para o crime de homicídio qualificado, dentre outros fatores, se a vítima for ou tiver sido cônjuge ou companheira do seu autor. O Código Penal colombiano, por sua vez, prevê no caput do seu artigo 104A a prisão de duzentos e cinquenta (250) meses a cinco cem (500) meses a quem causar a morte de uma mulher, em razão de sua condição de mulher ou por razões de sua identidade de gênero ou onde qualquer uma das seguintes circunstâncias tenha ocorrido ou precedido. Da mesma forma ocorre com outros países latino-americanos.

## Crítica à expressão "condição do sexo feminino"
Por certo é legítimo o reconhecimento da violência feminicida, contudo a redação dada à norma não foi adequada, visto que reduziu o conceito de gênero. Na prática “a expressão razões da condição do sexo feminino revela uma redução legal de conteúdo (dos estudos de gênero) e uma interferência religiosa”.
Antes de citar as consequências dessa alteração, necessário abrir um parêntese a fim de apontar que os grupos fundamentalistas religiosos influenciam sobremaneira nas formulações legislativas do Congresso Nacional, mormente na pauta dos costumes. Em 2014, por exemplo, quando da votação do Plano Nacional de Educação (PNE) - documento que embasa as diretrizes educacionais do país para os próximos 10 anos, a bancada religiosa foi responsável por reacender a polêmica em torno do termo “gênero”. 
Os trechos do PNE que continham o termo “gênero” foram abolidos, como no seguinte trecho: “a superação de desigualdades educacionais, com ênfase na promoção da igualdade racial, regional, de gênero e de orientação sexual”, a qual vigora atualmente com a seguinte redação: “Art. 2o  São diretrizes do PNE:[..] III - superação das desigualdades educacionais, com ênfase na promoção da cidadania e na erradicação de todas as formas de discriminação”. A atitude fez ecoar no país todo a mesma polêmica, chegando  aos municípios quando da votação dos planos municipais de educação. 
A abertura do parêntese, os quais restam fechados (mas não esquecidos) tem uma finalidade: demonstrar que essa atuação inflada no campo dos costumes não é à toa, muito menos desprovida de interesses específicos, do contrário, reproduz opressões e violências históricas. A inserção da expressão “condição do sexo feminino”, em detrimento do termo “razões de gênero” não diz respeito a uma discussão terminológica, mas um recado direcionado aos corpos não nascidos mas sexados como femininos - como no caso das transexuais e travestis. Deixa-se muito claro que a vida dessas mulheres não será tutelada pelo Estado, ou pelo menos não deve.  
Dessa maneira, conforme Oliveira “em uma das extremidades da régua tem-se as mulheres de família [...] credoras da tutela cuidadosa do Judiciário. No outro extremo, estão as mulheres que de alguma forma transgridem um padrão de feminilidade [...]  e que, consequentemente, provocaram em alguma medida a violência praticada”.
Caputti e Russel citadas por Campos definem o feminicídio como como o fim extremo de um continuum de violência contra as mulheres que inclui uma variedade de abusos, ou seja, como o extremo de um padrão sistemático de violência cujas raízes estão na sociedade patriarcal - em que muitas mulheres são assassinadas em razão de seu gênero.
Nesse cenário, a própria dinâmica do direito penal, com a expressão “condição do sexo feminino”, ao excluir esses corpos da definição legal, comete e é cúmplice da violência de fato sofrida por essas mulheres no Brasil, inserindo-se, justamente naquele contexto de impunidade e conivência estatal que define o termo feminicídio.
Além disso, é importante que se perceba que o apagamento do gênero não constitui violência apenas à exclusão dos corpos citados - travestis e transexuais, a qual será melhor exposta ao final do texto, mas também se dirige aos corpos nascidos e sexados como femininos - aos quais, apenas aparentemente, a norma pretende proteger, mesmo que com exclusividade. Diz-se isso, pois há um controle acerca dos desvios de gênero. 
Utiliza-se controle acerca dos desvios de gênero porque, de acordo com Diniz e Vieira “as disputas penais vem menos no sentido de proteger as mulheres e mais no sentido de normalizar a punição, ou seja, em nome de que a engrenagem punitiva do Estado será movida. A resposta é: em nome da vítima perfeita, a fêmea-mulher-mãe”. A essencialização da vítima perfeita, materializada na legislação com o apagamento do termo “gênero”, passa a orientar toda a prática forense. 
A vítima perfeita é utilizada como argumento moral nos tribunais de júri ao redor do país para julgar a moral sexual das vítimas e os papéis de gênero que elas deveriam desempenhar, seja para justificar a violência sofrida ou para confirmar uma condenação. 
Citam-se os casos de Tatiane Silva no Rio Grande do Sul (RS) - condenada a 24 anos por omissão e tortura, quando da tortura e assassinato do filho caçula pelo pai, sendo que era o pai o responsável por cuidar do filho enquanto ela trabalhava; o caso de Mariana Ferrer em Santa Catarina (SC) - humilhada durante audiência e julgada moralmente pelo Advogado Gastão da Rosa Filho, representante do réu, acusado de estupro; bem como no caso da deputada Isa Penna (PSOL) na Assembleia Legislativa de São Paulo (Alesp) - no qual a defesa do deputado Fernando Cury (Cidadania), após o caso de assédio em dezembro de 2020, tentou confrontar a acusação de importunação sexual citando a história do deputado.
Apenas para ilustrar, a construção da vítima perfeita pode ser observada em vários discursos, da produção legislativa à doutrina especializada. Os debates sobre o Projeto de Lei do Senado (PLS) 191/2017 são um exemplo. O projeto é uma iniciativa importante nas discussões sobre proteção às mulheres, pois pretende ampliar o alcance da Lei Maria da Penha (Lei 11.340/2006) para proteger as mulheres transgêneras e transexuais. A Comissão do Senado aprovou o projeto em 22/05/2019, o qual deverá seguir para apreciação do Congresso Nacional. Interessante, contudo, perceber a argumentação utilizada pelos senadores contrários à aprovação do referido projeto. 
Votaram pela rejeição da proposta os senadores Marcos Rogério (DEM-RO) e Juíza Selma (PSL-MT), o primeiro sustentou que a lei foi idealizada com base em desigualdades de gênero entre homens e mulheres; já a Juíza Selma sustentou que a lei é taxativa em determinar a mulher é a única resguardada pelos efeitos da Lei Maria da Penha em virtude da sua fragilidade biológica natural perante o sexo masculino. 
Não é difícil perceber que a negação às perspectivas de gênero não constituem, sequer, tentativas de maximizar proteções, na realidade são responsáveis por controlar os próprios desvios do gênero, além de reproduzir discursos sexistas, de suposta fragilidade biológica, e reforçar estereótipos de gênero, os quais dão a entender que o feminicídio é fruto de um desvio ocasional e não de uma consequência da estrutura patriarcal da sociedade. 
Em relação à doutrina e à transexualidade, é possível citar alguns avanços na ponderação entre os critérios psicológicos, físicos e biológicos. A doutrina majoritária, por exemplo, entende que há exigência de uma formalidade jurídica para que a mulher transexual possa ser alcançada pela qualificadora do crime de feminicídio, ou seja, já lida com essa possibilidade. Contudo, a despeito dessa pequena ampliação - que não consegue fazer frente ao cenário de opressão brasileiro, muitos equívocos são realizados. 
Em texto publicado em 15 de novembro de 2017, Bitencourt realiza uma reflexão acerca da qualificadora de feminicídio e as transexuais. Contudo, a despeito das discussões jurídicas sobre a tipicidade estrita da qualificadora de feminicídio e da necessidade de um critério eminentemente jurídico, bem como da consideração de que há diversos critérios para se chegar a definição do que é uma mulher.
Necessário, contudo,  salientar que afirmações como “o transsexualismo” ou “[o] transexual [...] transformado cirurgicamente em mulher” são considerações desvinculadas das conclusões dos estudos de gênero, pois (i) se utilizam de conceitos que denotam doença - como o sufixo -ismo, criticado pelo movimento LGBT, e não se valem do critério de autoidentificação do sujeito e intenção do agente, sendo que esse último  é levado em consideração em outros momentos pelo Direito Penal, nas situações de erro na execução e sobre a pessoa, por exemplo, restando desproporcional a exigência de documentos civis. 
Por fim, a jurisprudência vem se posicionando no sentido de amparar as mulheres transexuais, respeitando a condição de feminilidade e mostrando ser favorável à aceitação das mudanças sociais de gênero.
A terceira turma Criminal do Tribunal de Justiça do Distrito Federal e Territórios julgou conheceu e desproveu Recurso em Sentido Estrito interposto contra sentença de pronúncia que classificou como feminicídio o assassinato de uma mulher transexual. O eminente relator reconheceu haver interpretação restritiva pela doutrina, a qual tem exigido inclusive cirurgia e documentação. Contudo, afirmou que a abrangência do gênero é superior a do sexo biológico, bem como que há situação de dupla vulnerabilidade das pessoas transgêneras femininas. Assim, o desembargador considerou que, em existindo menosprezo ou discriminação à condição de mulher trans da ofendida, inadequada a exclusão da qualificadora, sobretudo porque havia conjunto probatório favorável à conclusão. 
O cenário exposto demonstra que a expressão “condição do sexo feminino”, utilizada em substituição ao termo “razões de gênero”, traduz-se em real relativização das violências sofridas por mulheres no Brasil - tanto aos corpos não nascidos mas sexados como femininos, como as transexuais e travestis, quanto aos corpos nascidos e sexados como femininos, constituindo-se enquanto ato de manutenção das opressões, sobretudo quando as extremidades dessa régua do gênero são exploradas historicamente no Brasil em desfavor das mulheres e conta com cúmplices em todas as esferas do Estado, sobretudo o Judiciário e o Legislativo.